# Phlegra lugubris
Phlegra lugubris là một loài nhện trong họ Salticidae.
Loài này thuộc chi Phlegra. Phlegra lugubris được Lucien Berland & Millot miêu tả năm 1941.